# Großsteingrab Breddorf
Das Großsteingrab Breddorf war eine megalithische Grabanlage der jungsteinzeitlichen Trichterbecherkultur bei Breddorf im Landkreis Rotenburg (Wümme) (Niedersachsen). Es wurde im 19. Jahrhundert zerstört. Die Anlage befand sich nordöstlich von Breddorf. Sie besaß ein rechteckiges Hünenbett, von dessen Umfassung in den 1890er Jahren nur noch zwei kleine Steine an einer Schmalseite übrig waren. Über die Grabkammer liegen keine Informationen vor.